# Blommersia domerguei
A Blommersia domerguei a kétéltűek (Amphibia) osztályába, a békák (Anura) rendjébe és az aranybékafélék (Mantellidae) családjába tartozó faj.

## Nevének eredete
Nevét Charles Domergue francia kutató, természettudós, ornitológus tiszteletére kapta.

## Előfordulása
Madagaszkár endemikus faja. A sziget keleti részén húzódó hegységekben 900–1200 m-es magasságban honos az Ambohitantely természetvédelmi területtől az Andringitra hegységig.

## Megjelenése
Kis méretű békafaj, a megfigyelt hímek hossza 15–16 mm, a nőstényeké 15,5–17 mm. Színezete a fajra jellemző: világos rézvörös háton három sötétbarna sáv.

## Természetvédelmi helyzete
A vörös lista a nem veszélyeztetett fajok között tartja nyilván.